# Megan Butler
Megan Butler (* vor 1990) ist eine Schauspielerin.

## Leben
Butler hatte 1990 ihren ersten Fernsehauftritt in der Fernsehserie Gnadenlose Jagd. Es folgten weitere Auftritte in den Serien  Jake und McCabe – Durch dick und dünn (1992), Star Trek: Deep Space Nine (1993) und Lady Cops (1993).
Filme, in denen Butler spielte, sind unter anderem Liebe, Lüge, Mord (1991), Knight Rider 2000 (1991) und White Sands – Der große Deal (1992).

## Filmografie (Auswahl)
- 1990: Gnadenlose Jagd (Hunter, Fernsehserie, eine Folge)
- 1991: Liebe, Lüge, Mord (Love, Lies and Murder, Fernsehfilm)
- 1991: Knight Rider 2000 (Fernsehfilm)
- 1992: Jake und McCabe – Durch dick und dünn (Jake and the Fatman, Fernsehserie, eine Folge)
- 1992: White Sands – Der große Deal (White Sands)
- 1993: Star Trek: Deep Space Nine (Folge 1x01/02 Der Abgesandte)
- 1993: Lady Cops (Sirens, Fernsehserie, eine Folge)
- 1994: My Girl 2 – Meine große Liebe (My Girl 2)
- 2010: Der Vogelschreck (For the Birds, Kurzfilm)
- 2010: Ultimatum Games (Kurzfilm)